# Oktaeder des Grauens
Der Oktaeder des Grauens ist eine von den Medien popularisierte Bezeichnung für eine Mathematikaufgabe aus dem Bereich lineare Algebra und analytische Geometrie, die im Zentralabitur Nordrhein-Westfalens von 2008 gestellt wurde. Da sie von vielen Schülern als zu schwer empfunden wurde und zusammen mit der Nowitzki-Aufgabe (Stochastik) für das schlechte Abschneiden vieler Schüler im Bereich Mathematik verantwortlich gemacht wurde, fand sie einen größeren Widerhall in den Medien und entwickelte sich im Laufe der Zeit zu einem Sinnbild für die Probleme des neu eingeführten Zentralabiturs von Nordrhein-Westfalen.

## Hintergrund und Rezeption
Nachdem es bei dem im Vorjahr neu eingeführten Zentralabitur zu vergleichsweise wenig Problemen gekommen war, traten 2008 insbesondere im Bereich Mathematik größere Probleme auf, die zu Protesten von Schülern und Lehrern führten und nationale Aufmerksamkeit erregten. Die Mathematikaufgaben, die vielen Schülern unerwartet starke Schwierigkeiten bereiteten, waren die Oktaeder-Aufgabe und eine Aufgabe aus der Wahrscheinlichkeitsrechnung zu Würfen des Basketballspielers Dirk Nowitzki, die seitdem auch als Nowitzki-Aufgabe bezeichnet wird.
Die Oktaeder-Aufgabe wurde zunächst von Schülern in internen Diskussionen als Oktaeder des Grauens bezeichnet. Diese Bezeichnung wurde dann schnell von den Medien übernommen und fand sich auch in diversen Überschriften von Pressepublikationen wieder. So betitelte zum Beispiel die Süddeutsche Zeitung ihren Bericht zum Abitur in Nordrhein-Westfalen mit „Oktaeder des Grauens“. Später wurde diese Bezeichnung auch von der Fachliteratur übernommen und oft auch als exemplarisches Beispiel für Probleme beim Zentralabitur Nordrhein-Westfalens zitiert.
Erste Rückmeldungen über die Schwierigkeiten wurden über spickmich, ein Internetportal für Schüler, bekannt. In einer (nicht repräsentativen) Umfrage des Portals unter 1000 Schülern, die die umstrittenen Mathematikaufgaben bearbeitet hatten, gaben 50 % an, dass sie in Nach- oder Abweichungsprüfungen müssten. Auch über eine weitere Internetplattform organisierte sich Protest, die Initiative Mathe-Boykott sammelte 2778 Unterschriften von Eltern, Lehrern und Schülern für die Forderung, die Mathematiknoten pauschal anzuheben. Kritik kam auch vom Philologenverband Nordrhein-Westfalens, und mehrere Mathematikprofessoren kritisierten insbesondere die Formulierung der Nowitzki-Aufgabe. Große Teile der Presse äußerten sich ebenfalls kritisch zu Aufgaben, Ablauf und Krisenmanagement des Abiturs durch die Regierung Nordrhein-Westfalens, es war von einem „Abi-Chaos“ und „Mathe-Chaos“ die Rede.
Aufgrund des zunehmenden öffentlichen Drucks setzte die Kultusministerin Barbara Sommer (CDU) anstatt der sonst üblichen Nachprüfungen für Einzelfälle schließlich einen allgemeinen Wiederholungstermin für den 17. Juni an, der allen Schülern, die die Oktaeder- oder Nowitzki-Aufgabe bearbeitet hatten, offen stand. Zudem setzte sie eine neue an der TU Dortmund beheimatete Kommission unter Leitung von Wilfried Bos ein, deren Aufgabe es ist, zukünftige Abituraufgaben zu begutachten.

## Notenstatistik
Rund 34.000 Schüler legten eine schriftliche Prüfung im Fach Mathematik ab, und etwa 20.000 von ihnen (60 %) bearbeiteten die Oktaeder-Aufgabe. Die Nowitzki-Aufgabe wurde hingegen nur von etwa 900 Schülern bearbeitet und spielte damit bei den Schwierigkeiten eine eher untergeordnete Rolle. Zudem ergab eine vom Ministerium durchgeführte Stichprobe, anders als bei der Oktaeder-Aufgabe, keine Hinweise darauf, dass die Nowitzki-Aufgabe den Schülern besondere Probleme bereitete. An Gymnasien wurde in Klausuren ein Notendurchschnitt von 8,2 Punkten (mögliche Notenpunkte: 0 bis 15) erreicht, der exakt der durchschnittlichen Vornote entsprach. An Gesamtschulen jedoch wurde nur ein Notendurchschnitt von 4,6 Punkten erreicht, der zudem auch 2,3 Punkte unter der durchschnittlichen Vornote von 6,9 Punkten lag. Bei den Leistungskursen wiesen an Gymnasien 11,7 % und an Gesamtschulen 40,2 % der Schüler in der Klausur eine negative Abweichung von drei oder mehr Notenpunkten gegenüber der Vornote auf. Die Anzahl der Schüler, die in der Leistungskursklausur eine Minderleistung (weniger als 5 Punkte) erbrachten, lag an Gymnasien bei 16,8 % und an Gesamtschulen bei 54,5 %, was eine Zunahme von 5 % für Gymnasien und 10,6 % für Gesamtschulen gegenüber dem Vorjahr bedeutete. 1801 Schüler nahmen an der angebotenen Wiederholungsklausur am 17. Juni teil; dabei verbesserten die Leistungskursschüler ihre Klausurnote im Schnitt um 1,8 Punkte und die Grundkursschüler um 2,7 Punkte.

## Fachdidaktische Sicht
Der leitende Regierungsschuldirektor Norbert Stirba äußerte sich im Herbst 2008 in einem Interview zu der Oktaeder-Aufgabe. Ihm zufolge bestand ein Unterschied zum Abitur des vorangegangenen Jahres darin, dass diesmal auch in größerem Umfang leistungsstarke Schüler Schwierigkeiten mit der Aufgabenstellung hatten. Dies lag zum einen daran, dass sie vermutlich zu zeitaufwendig war, und zum anderen, dass sie einen Schwerpunkt auf die geometrische Anschauung legte, während im Unterricht vieler Schüler der Fokus auf analytischen Rechenverfahren gelegen hatte.
Der Mathematiker Hans Niels Jahnke beschrieb die Oktaeder-Aufgabe als mathematisch reizvoll, wies aber darauf hin, dass ihre Lösung Kreativität und viel Rechenarbeit benötigte.
Die Bewertung der Oktaeder-Aufgabe durch Fachleute fiel insgesamt weniger kritisch aus als bei der Nowitzki-Aufgabe. Während Letztere von Mathematikprofessoren als „unlösbar“ und „unsinnig“ ohne zusätzliche Annahmen durch den Schüler bewertet und für das Fehlen eines expliziten Hinweises zu diesen kritisiert wurde, wurde Erstere sowohl als lösbar als auch vom Schwierigkeitsgrad der einzelnen Teilaufgaben her als angemessen betrachtet. Allerdings wurde sie als zu umfangreich für die zur Verfügung stehende Zeit angesehen und zudem aus Sicht der Mathematikdidaktik kritisiert. So argumentiert zum Beispiel der Mathematikdidaktiker Rainer Kaenders, dass sich eine mathematische Kompetenz gerade dadurch auszeichne, eine möglichst einfache Darstellung für eine mathematische Modellierung zu wählen. Dementsprechend würde man für Untersuchungen an einem Oktaeder diesen so in einem Koordinatensystem platzieren, dass sein Mittelpunkt im Ursprung des Koordinatensystems liegt, und auch für Schnittebenen eine einfachere Darstellung wählen. Die für die Oktaeder-Aufgabe gewählte Darstellung sei daher mathematisch unsinnig, nicht authentisch und diente vermutlich allein dazu, den (technischen) Schwierigkeitsgrad der Aufgabe künstlich zu erhöhen.

## Aufgabenstellung

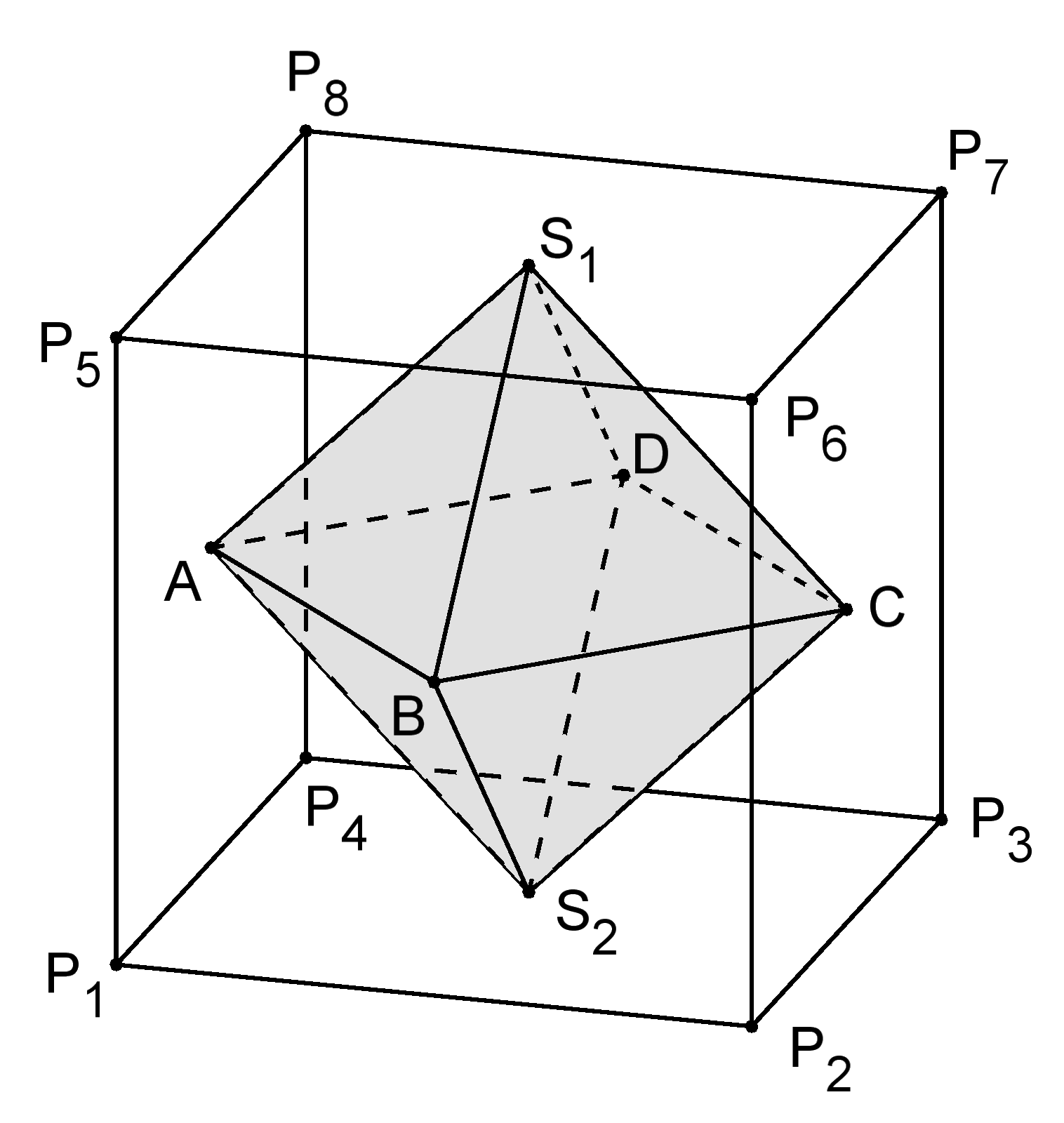
Abbildung 1

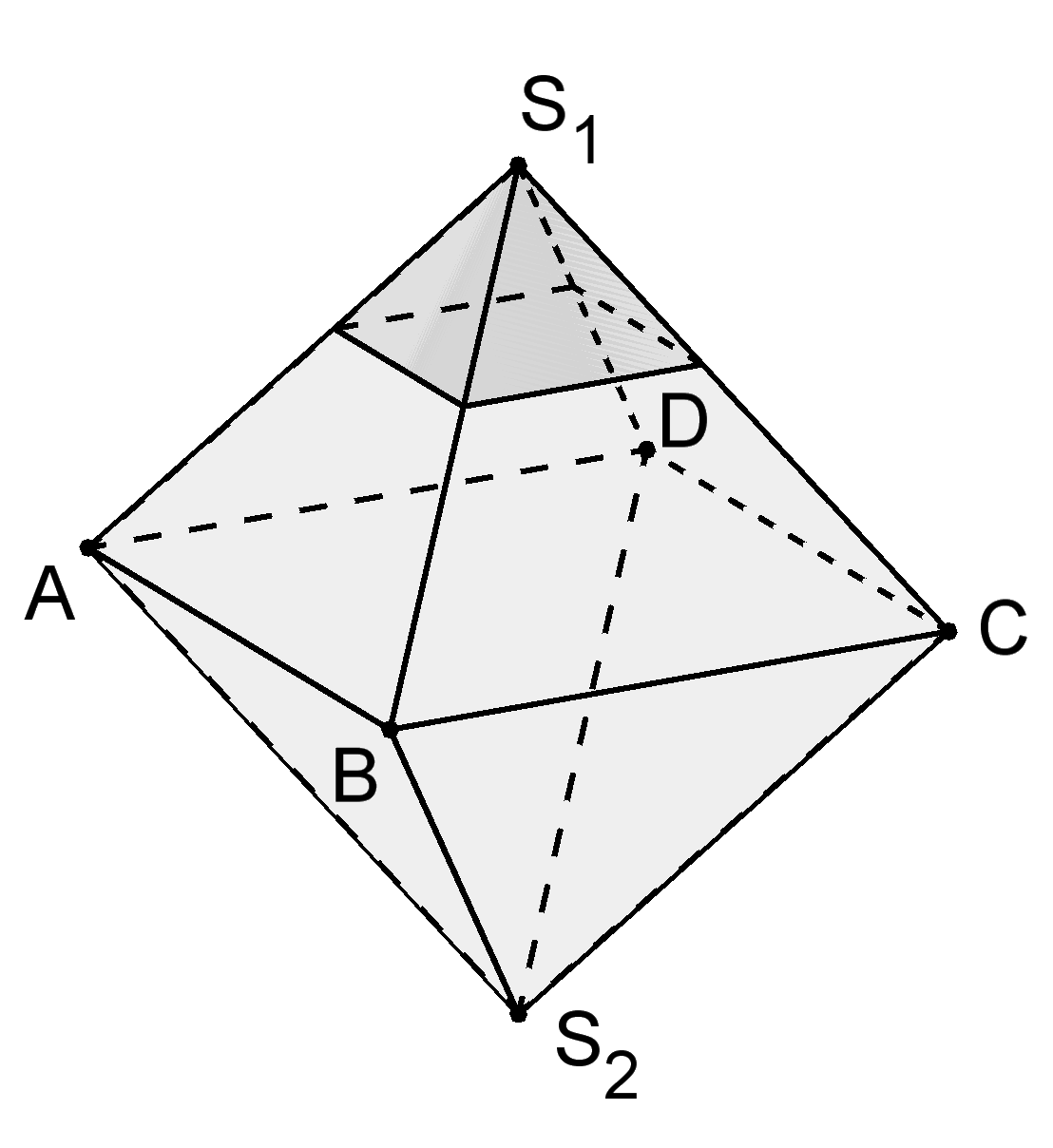
Abbildung 2

Sowohl die Grund- als auch die Leistungskursaufgabe beginnen mit derselben weiter unten wiedergegebenen Definition eines Oktaeders und den beiden rechts gezeigten Abbildungen. Zudem waren für beide dieselben Hilfsmittel zugelassen, nämlich ein wissenschaftlicher Taschenrechner (WTR oder GTR), eine mathematische Formelsammlung und ein Wörterbuch der deutschen Rechtschreibung.
Ein Oktaeder ist ein regelmäßiges Polyeder, dessen Oberfläche aus acht kongruenten gleichseitigen Dreiecken besteht. Jedes Oktaeder kann einem Würfel so einbeschrieben werden, dass die Eckpunkte des Oktaeders in den Mittelpunkten der Seitenflächen des Würfels liegen.

### Leistungskurs
Von dem in der Abbildung 1 dargestellten Oktaeder {\displaystyle ABCDS_{1}S_{2}} sind die Eckpunkte
{\displaystyle A(13|-5|3),B(11|3|1),C(5|3|7)} und {\displaystyle S_{1}(13|1|9)} gegeben. Dieses Oktaeder ist auf die
oben genannte Art in den abgebildeten Würfel mit den Ecken {\displaystyle P_{1}} bis {\displaystyle P_{8}} einbeschrieben.

#### a)

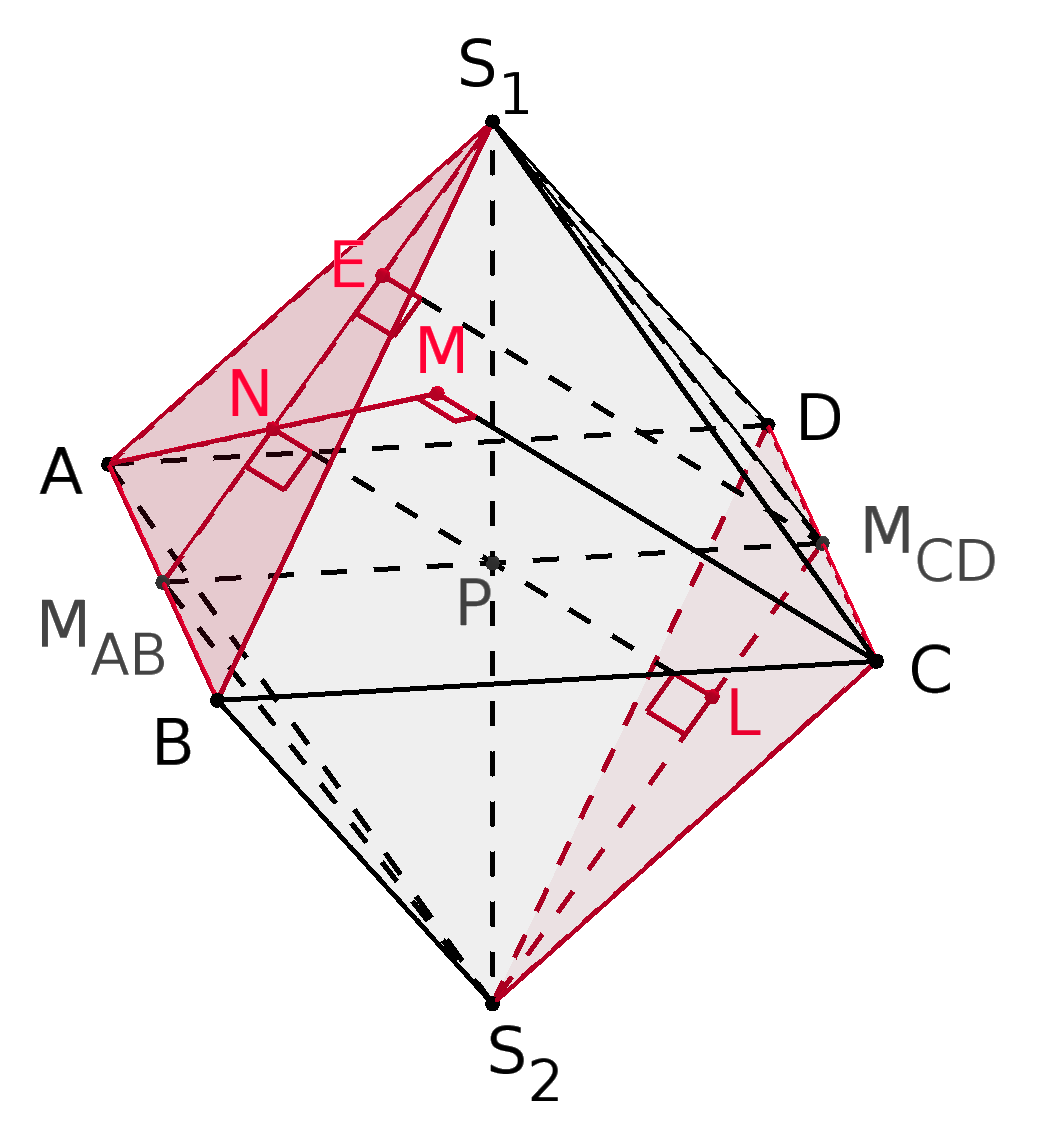
Oktaeder mit Dicke

Querschnitt mit Dicke

Den Abstand zweier paralleler Seitenflächen eines Oktaeders nennt man „Dicke des Oktaeders“. Berechnen Sie die Dicke des abgebildeten Oktaeders als Abstand des Punktes {\displaystyle C} von der Ebene {\displaystyle ABS_{1}}. (8 Punkte)

#### b)

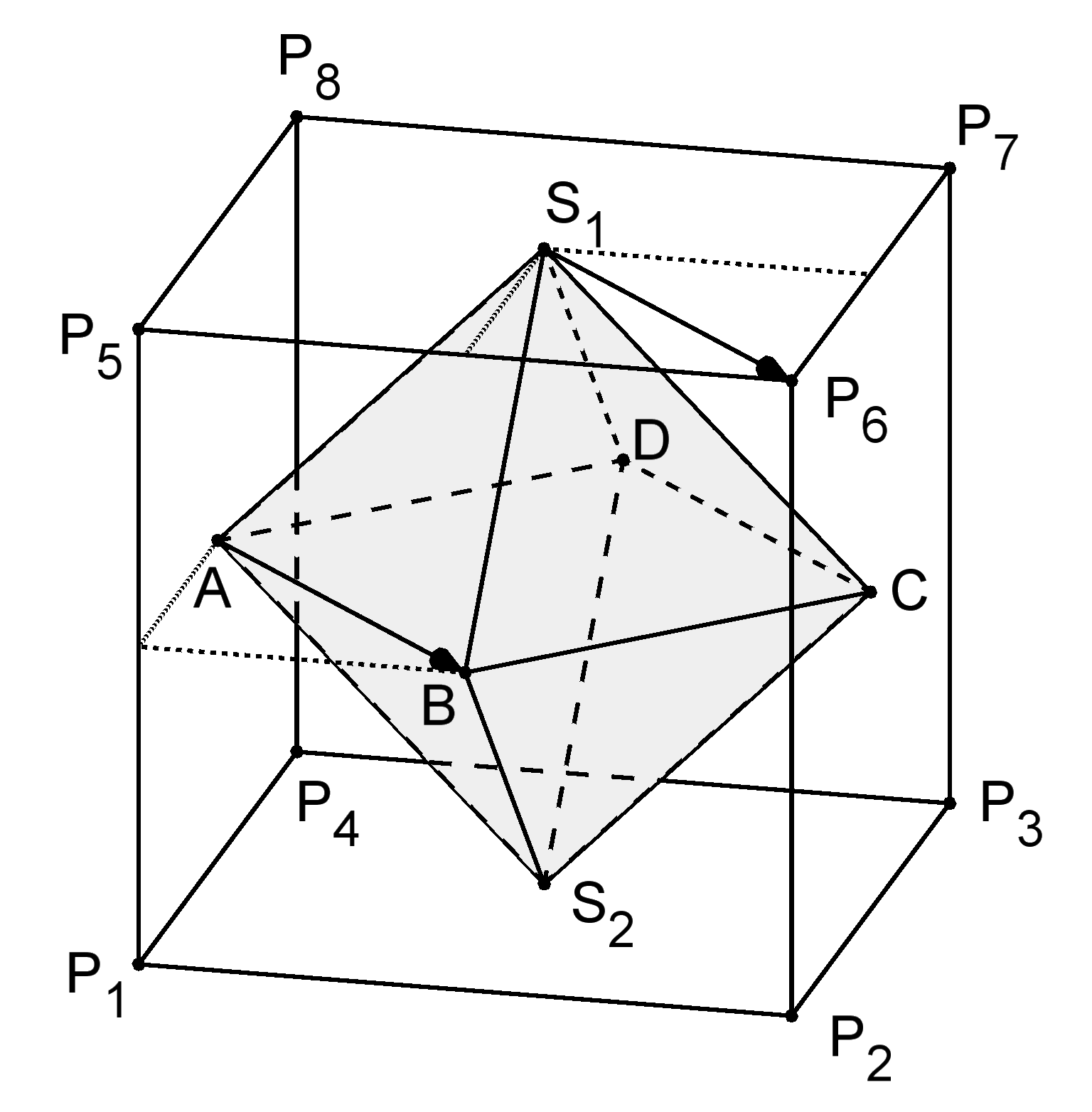
Berechnung von und

Bestimmen Sie die Koordinaten der Eckpunkte {\displaystyle P_{6}} und {\displaystyle P_{8}} des abgebildeten Würfels. (8 Punkte)

#### c)

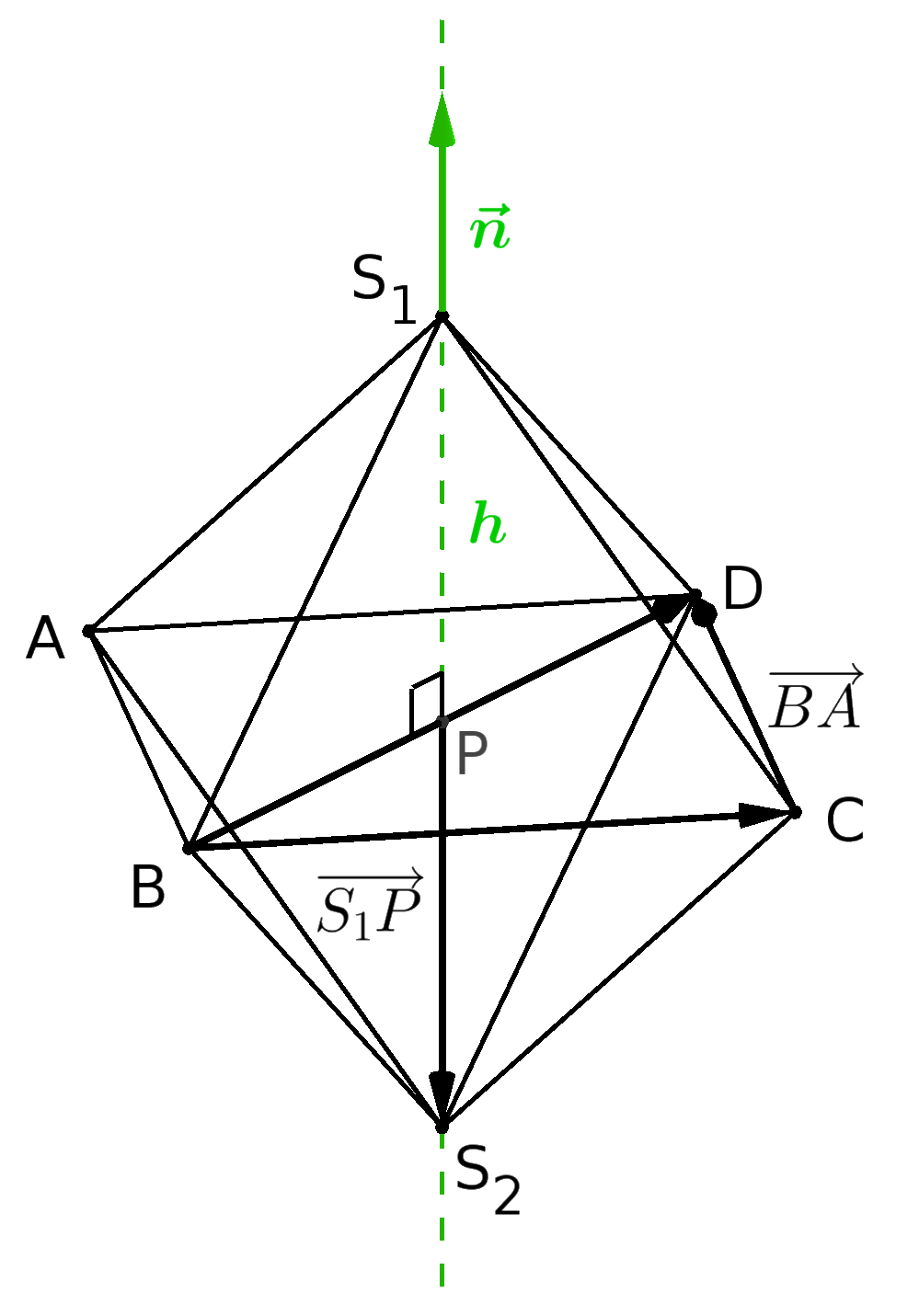
Spiegelung von

Der Mittelpunkt der Strecke {\displaystyle AB} sei {\displaystyle M_{AB}}, der Mittelpunkt der Strecke {\displaystyle CD} sei {\displaystyle M_{CD}}; {\displaystyle g} sei die Gerade, die durch diese Punkte {\displaystyle M_{AB}} und {\displaystyle M_{CD}} verläuft. Das Oktaeder wird um die Gerade {\displaystyle g} als Drehachse so gedreht, dass sich der Punkt {\displaystyle A(13|-5|3)} in die neue Position {\displaystyle A'(12+2\cdot {\sqrt {2}}|-1+{\sqrt {2}}|2+2\cdot {\sqrt {2}})} bewegt. Zeigen Sie, dass der zugehörige Drehwinkel {\displaystyle \alpha =90^{\circ }} beträgt. Ermitteln Sie die Koordinaten des Punktes {\displaystyle B'} als neue Position des Eckpunktes {\displaystyle B} nach der Drehung. (11 Punkte)

#### d)
Durch {\displaystyle E_{a}:2x_{1}+x_{2}+2x_{3}+9(2a-5)=0,\,a\in \mathbb {R} } sei eine Schar von Ebenen {\displaystyle E_{a}} gegeben; {\displaystyle h} sei die Gerade, die durch die Punkte {\displaystyle S_{1}} und {\displaystyle S_{2}(5|-3|1)} verläuft. Zeigen Sie, dass jede Ebene {\displaystyle E_{a}} der Schar orthogonal zur Geraden {\displaystyle h} verläuft. Bestimmen Sie den Schnittpunkt {\displaystyle P_{a}} der Ebene {\displaystyle E_{a}} mit der Geraden {\displaystyle h}. [Zur Kontrolle: {\displaystyle P_{a}(13-4a|1-2a|9-4a)}] Für {\displaystyle 0<a\leq 1} schneidet die Ebene {\displaystyle E_{a}} von dem abgebildeten Oktaeder eine Pyramide mit der Spitze {\displaystyle S_{1}} ab (siehe Abbildung 2). Ermitteln Sie das Volumen {\displaystyle V_{a}} der abgeschnittenen Pyramide. (15 Punkte)

#### e)
Von dem Oktaeder werden sechs Pyramiden mit dem gleichen Volumen {\displaystyle V} so abgeschnitten, dass jede Ecke des Oktaeders die Spitze einer Pyramide und die Grundfläche jeder abgeschnittenen Pyramide parallel zur gegenüberliegenden Würfelseite ist (vgl. Aufgabenteil d)). Es entsteht ein Restkörper {\displaystyle R_{a}\,(0<a\leq {\tfrac {1}{2}})}. Beschreiben Sie die Eigenschaften dieses Restkörpers {\displaystyle R_{a}} für {\displaystyle a={\tfrac {1}{3}}} und {\displaystyle a={\tfrac {1}{2}}} hinsichtlich der Anzahl und Eigenschaften seiner Seitenflächen. (8 Punkte)

### Grundkurs
Gegeben sind die Punkte {\displaystyle A(13|-5|3),B(11|3|1),C(5|3|7)} und {\displaystyle S_{1}(13|1|9)}.

#### a)
Begründen Sie: Die Punkte {\displaystyle A(13|-5|3),B(11|3|1)} und {\displaystyle C(5|3|7)} sind die Eckpunkte eines rechtwinkligen und gleichschenkligen Dreiecks. Berechnen Sie die Koordinaten des Punktes {\displaystyle D} so, dass die Punkte {\displaystyle A,B,C} und {\displaystyle D} ein Quadrat bilden. (8 Punkte)

#### b)
Die Ebene {\displaystyle E} enthält das Quadrat {\displaystyle ABCD}. Ermitteln Sie eine Gleichung der Ebene {\displaystyle E} in Parameterform und in Koordinatenform. [Zur Kontrolle: {\displaystyle E:\,2x_{1}+x_{2}+2x_{3}-27=0}]  (11 Punkte)

#### c)
Der Punkt {\displaystyle S_{1}(13|1|9)}, der nicht in der Ebene {\displaystyle E} liegt, wird an der Ebene {\displaystyle E} gespiegelt, so dass der zu {\displaystyle S_{1}} symmetrisch liegende Spiegelpunkt {\displaystyle S_{2}} entsteht. Bestimmen Sie die Koordinaten des Punktes {\displaystyle S_{2}}. Begründen Sie: Der Körper mit den Eckpunkten {\displaystyle A,B,C,D,S_{1}} und {\displaystyle S_{2}} ist ein Oktaeder (7 Punkte)

#### d)
Das Oktaeder {\displaystyle ABCDS_{1}S_{2}} ist gemäß Abbildung 1 einem Würfel so einbeschrieben, dass die Eckpunkte des Oktaeders in den Mittelpunkten der Seitenflächen dieses Würfels liegen. Bestimmen Sie die Koordinaten der Eckpunkte  {\displaystyle P_{6}} und  {\displaystyle P_{8}} des Würfels (10 Punkte)

#### e)
Von dem Oktaeder {\displaystyle ABCDS_{1}S_{2}} wird ein pyramidenförmiges Stück so abgeschnitten, dass die Pyramidenspitze der Punkt {\displaystyle S_{1}} ist und die von {\displaystyle S_{1}} ausgehenden Kanten der abgeschnittenen Pyramide die gleiche Länge {\displaystyle k} haben (siehe Abbildung 2). Ermitteln Sie das Volumen der abgeschnittenen Pyramide für den Fall, dass ihre Kantenlänge {\displaystyle k} ein Drittel der Länge der Oktaederkante {\displaystyle AS_{1}} beträgt. Nun werden von allen weiteren Ecken des Oktaeders {\displaystyle ABCDS_{1}S_{2}} gleich große Pyramiden mit der Kantenlänge {\displaystyle k} abgeschnitten, so dass ein Restkörper {\displaystyle R_{k}} entsteht. Beschreiben Sie diesen Restkörper {\displaystyle R_{k}} für den Fall {\displaystyle k={\tfrac {1}{3}}|AS_{1}|} hinsichtlich der Anzahl und Eigenschaften seiner Seitenflächen (Anzahl der Ecken, Seitenlängen). Beschreiben Sie den Restkörper {\displaystyle R_{k}} für den Fall {\displaystyle k={\tfrac {1}{2}}|AS_{1}|} hinsichtlich der Anzahl und Eigenschaften seiner Seitenflächen. (14 Punkte)

## Lösung
Im Folgenden bezeichnen {\displaystyle {\vec {X}},{\vec {Y}}} die Ortsvektoren, {\displaystyle {\overrightarrow {XY}}} den Verbindungsvektor, {\displaystyle XY} die Verbindungsstrecke und {\displaystyle |XY|} die Länge der Verbindungsstrecke beziehungsweise den Abstand zweier Punkte {\displaystyle X,Y}.

### Leistungskurs

#### a)
Das Dreieck {\displaystyle ABS_{1}} liegt in der folgenden Ebene in Parameterform:
{\displaystyle E_{ABS_{1}}:\,{\vec {S_{1}}}+r\cdot {\overrightarrow {S_{1}A}}+s\cdot {\overrightarrow {S_{1}B}}}
Die die Ebene aufspannenden Vektoren und den Ortsvektor den Punktes {\displaystyle C} kann man in die Abstandsformel eines Punktes von einer Ebene einsetzen und somit ergibt sich:
{\displaystyle {\begin{aligned}{\overrightarrow {S_{1}A}}&={\vec {A}}-{\vec {S_{1}}}={\begin{pmatrix}0\\-6\\-6\end{pmatrix}}\\{\overrightarrow {S_{1}B}}&={\vec {B}}-{\vec {S_{1}}}={\begin{pmatrix}-2\\2\\-8\end{pmatrix}}\\\end{aligned}}}
{\displaystyle d(C,E_{ABS_{1}})={\frac {|({\vec {C}}-{\vec {S_{1}}})\cdot ({\overrightarrow {S_{1}A}}\times {\overrightarrow {S_{1}B}})|}{|{\overrightarrow {S_{1}A}}\times {\overrightarrow {S_{1}B}}|}}=4{\sqrt {3}}}
Alternativ kann man auch den Schnittpunkt der Ebene mit der durch {\displaystyle C} verlaufenden Geraden, die als Richtungsvektor einen Normalenvektor der Ebene (z. B. {\displaystyle {\vec {S_{1}A}}\times {\vec {S_{1}B}}}) besitzt, berechnen und dann die Abstandsformel für Punkte auf {\displaystyle C} und den Schnittpunkt anwenden.
Eine weitere Möglichkeit besteht darin die Symmetrie des Oktaeder auszunutzen, aufgrund der die Schnittpunkte der Seitenhalbierenden der beiden gleichseitigen Dreiecke {\displaystyle ABS_{1}} und {\displaystyle CDS_{2}} durch eine Strecke verbunden sind, die senkrecht auf ihren Flächen steht und damit der Dicke entspricht. Nutzt man noch, dass sich die Seitenhalbierenden im Verhältnis 2:1 schneiden, so kann man die Schnittpunkte {\displaystyle L} und {\displaystyle N} mit Hilfe der Mittelpunkte {\displaystyle M_{AB}} und {\displaystyle M_{CD}} der Seiten {\displaystyle AB} und {\displaystyle CD} wie folgt berechnen:
{\displaystyle {\vec {N}}={\vec {S_{1}}}+{\frac {2}{3}}({\overrightarrow {M_{AB}}}-{\vec {S_{1}}})={\frac {1}{3}}{\begin{pmatrix}37\\-16\\13\end{pmatrix}}}
{\displaystyle {\vec {L}}={\vec {S_{2}}}+{\frac {2}{3}}({\overrightarrow {M_{CD}}}-{\vec {S_{2}}})={\frac {1}{3}}{\begin{pmatrix}17\\-5\\17\end{pmatrix}}}
Die Dicke erhält man nun, indem man den Abstand der beiden Punkte {\displaystyle L} und {\displaystyle N} berechnet:
{\displaystyle d=|{\vec {L}}-{\vec {N}}|={\sqrt {(L_{x}-N_{x})^{2}+(L_{y}-N_{y})^{2}+(L_{z}-N_{z})^{2}}}=4{\sqrt {3}}}
Es ist auch eine elementargeometrische Herleitung möglich, die nur die Kantenlängen des Oktaeders verwendet. Betrachtet man die Ebene, die durch {\displaystyle S_{1},S_{2}} und die Seitenmitten {\displaystyle M_{AB},M_{CD}} der Seiten {\displaystyle AB,CD} verläuft, so erhält man in dieser eine Raute mit den Eckpunkten {\displaystyle S_{1},S_{2},M_{AB},M_{CD}}. Die Dicke des Oktaeders entspricht dann der Höhe in dieser Raute. Von der Raute kennt man nun ihre Seitenlänge {\displaystyle r=|S_{1}M_{AB}|} und ihre Diagonalen {\displaystyle d_{1}=|M_{AB}M_{CD}|=|BC|} und {\displaystyle d_{2}=|S_{1}S_{1}|} beziehungsweise kann diese aus den gegebenen Eckenpunkten des Oktaeders berechnen. Die Höhe erhält man nun, indem man erst mit Hilfe des Kosinussatzes einen Innenwinkel berechnet und mit diesem die Höhe. Wenn man zunächst die Fläche der Raute anhand ihrer Diagonalen {\displaystyle d_{1}} und  {\displaystyle d_{2}} oder der Formel von Heron bestimmt, so kann man die Höhe auch ohne Trigonometrie bestimmen, indem man die Fläche durch die Seitenlänge {\displaystyle r} teilt.

#### b)
Um {\displaystyle P_{6}} und {\displaystyle P_{8}} aus den gegebenen Punkten beziehungsweise den Ortsvektoren des Oktaeders zu berechnen, sucht man, wie man diese aus den gegebenen Ortsvektoren zusammensetzen kann. Eine Möglichkeit ist die folgende:
{\displaystyle {\begin{aligned}{\vec {P_{6}}}&={\vec {S_{1}}}+{\overrightarrow {AB}}={\vec {S_{1}}}+({\vec {B}}-{\vec {A}})={\begin{pmatrix}11\\9\\7\end{pmatrix}}\\{\vec {P_{8}}}&={\vec {S_{1}}}+{\overrightarrow {BA}}={\vec {S_{1}}}+({\vec {A}}-{\vec {B}})={\begin{pmatrix}15\\-7\\11\end{pmatrix}}\end{aligned}}}

#### c)

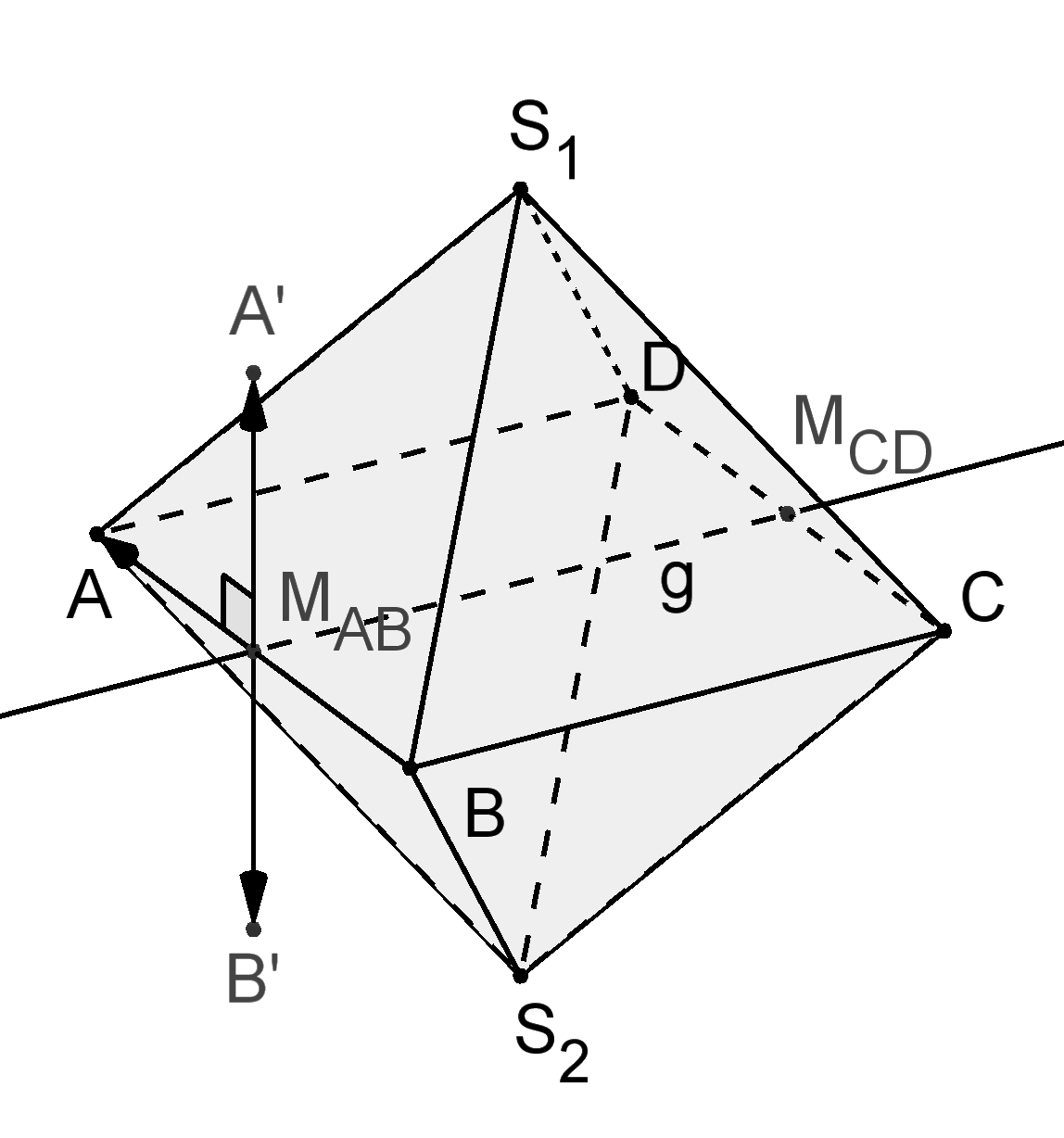

Zunächst benötigt man den Punkt auf der Rotationsgeraden der in der Rotationsebene liegt, dieser ist der Mittelpunkt {\displaystyle M_{AB}} der Strecke {\displaystyle AB}. Der Winkel zwischen den Vektoren {\displaystyle {\overrightarrow {M_{AB}A}}} und {\displaystyle {\overrightarrow {M_{AB}A'}}} ist der Drehwinkel. Da man nur einen {\displaystyle 90^{\circ }} beziehungsweise Orthogonalität nachweisen will, reicht es zu zeigen, dass das Skalarprodukt der beiden Vektoren 0 ist.
{\displaystyle {\overrightarrow {M_{AB}}}={\frac {1}{2}}({\vec {A}}+{\vec {B}})={\begin{pmatrix}12\\-1\\2\end{pmatrix}}}
{\displaystyle {\begin{aligned}{\overrightarrow {M_{AB}A}}&={\overrightarrow {A}}-{\overrightarrow {M_{AB}}}={\begin{pmatrix}1\\-4\\1\end{pmatrix}}\\{\overrightarrow {M_{AB}A'}}&={\overrightarrow {A'}}-{\overrightarrow {M_{AB}}}={\begin{pmatrix}2{\sqrt {2}}\\{\sqrt {2}}\\2{\sqrt {2}}\end{pmatrix}}\end{aligned}}}
{\displaystyle {\overrightarrow {M_{AB}A}}\cdot {\overrightarrow {M_{AB}A'}}=1\cdot 2{\sqrt {2}}-4\cdot {\sqrt {2}}+1\cdot 2{\sqrt {2}}=0}
Da eine Drehung die relative Lage von {\displaystyle A} und  {\displaystyle AB} zueinander unverändert lässt, liegen {\displaystyle A'} und {\displaystyle B'} auf einer gemeinsamen Geraden (siehe Zeichnung), daher lässt sich  {\displaystyle B'} wie folgt berechnen:
{\displaystyle {\overrightarrow {B'}}={\overrightarrow {M_{AB}}}-{\overrightarrow {M_{AB}A'}}={\begin{pmatrix}12-2{\sqrt {2}}\\-1-{\sqrt {2}}\\2-2{\sqrt {2}}\end{pmatrix}}}

#### d)
Aus der Ebenengleichung {\displaystyle E_{a}:2x_{1}+x_{2}+2x_{3}+9(2a-5)=0} kann man ihren Normalenvektor {\displaystyle {\vec {n}}} ablesen. Um nachzuweisen, dass die Gerade {\displaystyle h} senkrecht auf allen Ebenen  {\displaystyle E_{a}} steht, muss man zeigen, dass ihr Richtungsvektor ein Vielfaches des Normalenvektors {\displaystyle {\vec {n}}} ist bzw. von diesem linear abhängig ist. Wählt man {\displaystyle {\overrightarrow {S_{2}S_{1}}}} als Richtungsvektor der Geraden {\displaystyle h}, dann sieht man sofort:
{\displaystyle {\overrightarrow {S_{2}S_{1}}}={\vec {S_{1}}}-{\vec {S_{2}}}={\begin{pmatrix}13\\1\\9\end{pmatrix}}-{\begin{pmatrix}5\\-3\\1\end{pmatrix}}={\begin{pmatrix}8\\4\\8\end{pmatrix}}=4\cdot {\begin{pmatrix}2\\1\\2\end{pmatrix}}=4\cdot {\vec {n}}}
Alternativ kann man die lineare Abhängigkeit zweier Vektoren auch nachweisen, indem man zeigt, dass ihr Kreuzprodukt den Nullvektor ergibt:
{\displaystyle {\overrightarrow {S_{2}S_{1}}}\times {\vec {n}}={\begin{pmatrix}8\\4\\8\end{pmatrix}}\times {\begin{pmatrix}2\\1\\2\end{pmatrix}}={\begin{pmatrix}4\cdot 2-8\cdot 1\\8\cdot 2-8\cdot 2\\8\cdot 1-4\cdot 2\end{pmatrix}}={\begin{pmatrix}0\\0\\0\end{pmatrix}}}
Mit dem oben gewählten Richtungsvektor hat man die folgende vektorielle Darstellung der Geraden  {\displaystyle h}:
{\displaystyle h:{\begin{pmatrix}x_{1}\\x_{2}\\x_{3}\end{pmatrix}}={\vec {S1}}+t\cdot {\overrightarrow {S_{2}S_{1}}}={\begin{pmatrix}13\\1\\9\end{pmatrix}}+t\cdot {\begin{pmatrix}8\\4\\8\end{pmatrix}}={\begin{pmatrix}13+t_{a}\cdot 8\\1+t_{a}\cdot 4\\9+t_{a}\cdot 8\end{pmatrix}}}
Um den Schnittpunkt der Geraden mit der Ebene zu berechnen, setzt man die Koordinaten die man aus der Geradendarstellung erhält in der Ebenengleichung ein und erhält so eine lineare Gleichung für {\displaystyle t}, aus der man {\displaystyle t} in Abhängigkeit von {\displaystyle a} bestimmen kann:
{\displaystyle 2\cdot (13+t_{a}\cdot 8)+(1+t_{a}\cdot 4)+2\cdot (9+t_{a}\cdot 8)+9(2a-5)=0\,\Rightarrow \,t_{a}=-{\frac {1}{2}}a}
Den so gefundenen Parameter {\displaystyle t_{a}} setzt man nun in die Geradengleichung ein und erhält so den Ortsvektor des gesuchen Schnittpunkts {\displaystyle P_{a}}
{\displaystyle {\vec {P_{a}}}=h(t_{a})={\begin{pmatrix}13\\1\\9\end{pmatrix}}+\left(-{\frac {1}{2}}a\right)\cdot {\begin{pmatrix}8\\4\\8\end{pmatrix}}={\begin{pmatrix}13-4a\\1-2a\\9-4a\end{pmatrix}}}
Schaut man sich die Berechnung des Punktes an, so sieht man, dass {\displaystyle a} den Verbindungsvektor
{\displaystyle {\overrightarrow {S_{1}G}}} um den Faktor {\displaystyle a} skaliert:
{\displaystyle \left(-{\frac {1}{2}}a\right)\cdot {\begin{pmatrix}8\\4\\8\end{pmatrix}}=a\cdot {\begin{pmatrix}-4\\-2\\-4\end{pmatrix}}=a\cdot {\overrightarrow {S_{1}G}}}
Die abgeschnittene Pyramide ist also eine um den Faktor {\displaystyle a} skalierte beziehungsweise zentrisch gestreckte Version der Pyramide {\displaystyle S_{1}ABCD}. Somit muss man deren Volumen {\displaystyle V} nur mit dem Faktor {\displaystyle a^{3}} multiplizieren, um das Volumen {\displaystyle V_{a}} der abgeschnittenen Pyramide zu erhalten.
Es gilt:
{\displaystyle {\begin{aligned}|{\overrightarrow {S_{1}G}}|&={\sqrt {(-4)^{2}+(-2)^{2}+(-4)^{2}}}=6\\|{\overrightarrow {AB}}|&={\sqrt {(11-13)^{2}+(3-(-5))^{2}+(1-34)^{2}}}=6{\sqrt {2}}\end{aligned}}}
Zusammen mit der allgemeinen Formel {\displaystyle V={\tfrac {1}{3}}h\cdot G} für das Volumen von Pyramiden ergibt sich dann für das gesuchte Volumen {\displaystyle V_{a}} der abgeschnittenen Pyramide:
{\displaystyle V_{a}=a^{3}V=a^{3}{\frac {1}{3}}|S_{1}G||AB|^{2}=144a^{3}}
Möchte man nicht auf zentrischer Streckungen (im Raum) und deren Eigenschaften zurückgreifen, so kann man stattdessen auch die sich aus den Strahlensätzen ergebenden Seitenverhältnisse in der Pyramide verwenden (siehe Grundkursaufgabe e)).

#### e)
Schneidet man an den Ecken des Oktaeders relative kleine Pyramiden ab, so entsteht ein Polyeder, dessen Oberfläche aus sechs Quadraten und acht Sechsecken besteht. Hierbei entstehen die Sechsecke aus Dreiecken des Oktaeders, die jeweils drei zusätzliche Seiten erhalten. Vergrößert man die Pyramiden nun immer weiter, so schrumpfen die drei auf den Oktaederkanten liegenden Seiten der Sechsecke immer weiter, bis sie verschwunden sind und die Schnittkanten der Pyramiden direkt aufeinander treffen. In diesem Fall entsteht dann ein Polyeder, der aus 6 Quadraten und 8 gleichseitigen Dreiecken besteht. Die Frage ist nun für welches {\displaystyle a} dieser Fall eintritt. Da die abgeschnittene Pyramide die um den Faktor  {\displaystyle a} gestreckte Pyramide {\displaystyle S_{1}ABCD} ist tritt der gesuchte Fall für {\displaystyle a={\tfrac {1}{2}}} ein und wegen  {\displaystyle {\tfrac {1}{3}}<{\tfrac {1}{2}}} erhält man für {\displaystyle a={\tfrac {1}{3}}} den Polyeder mit Quadraten und Sechsecken.

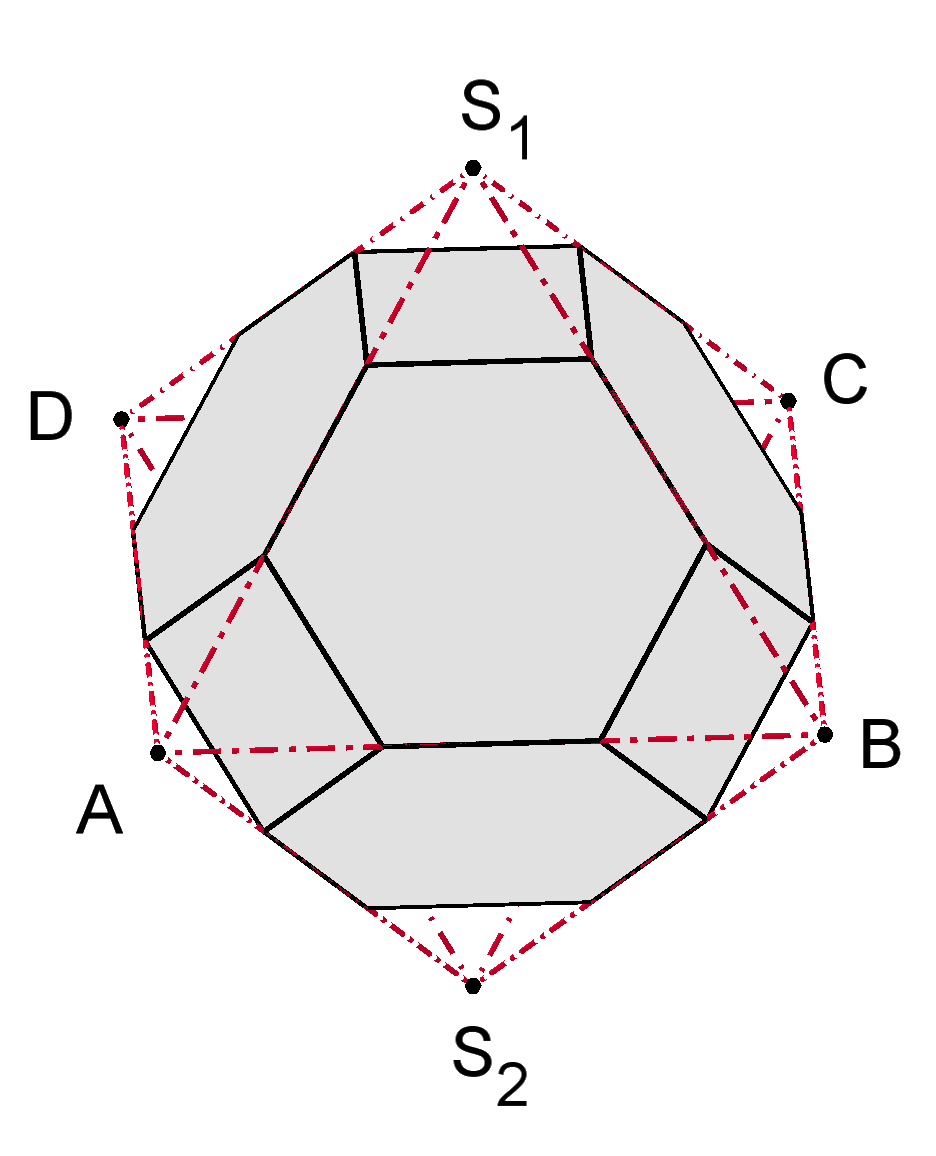
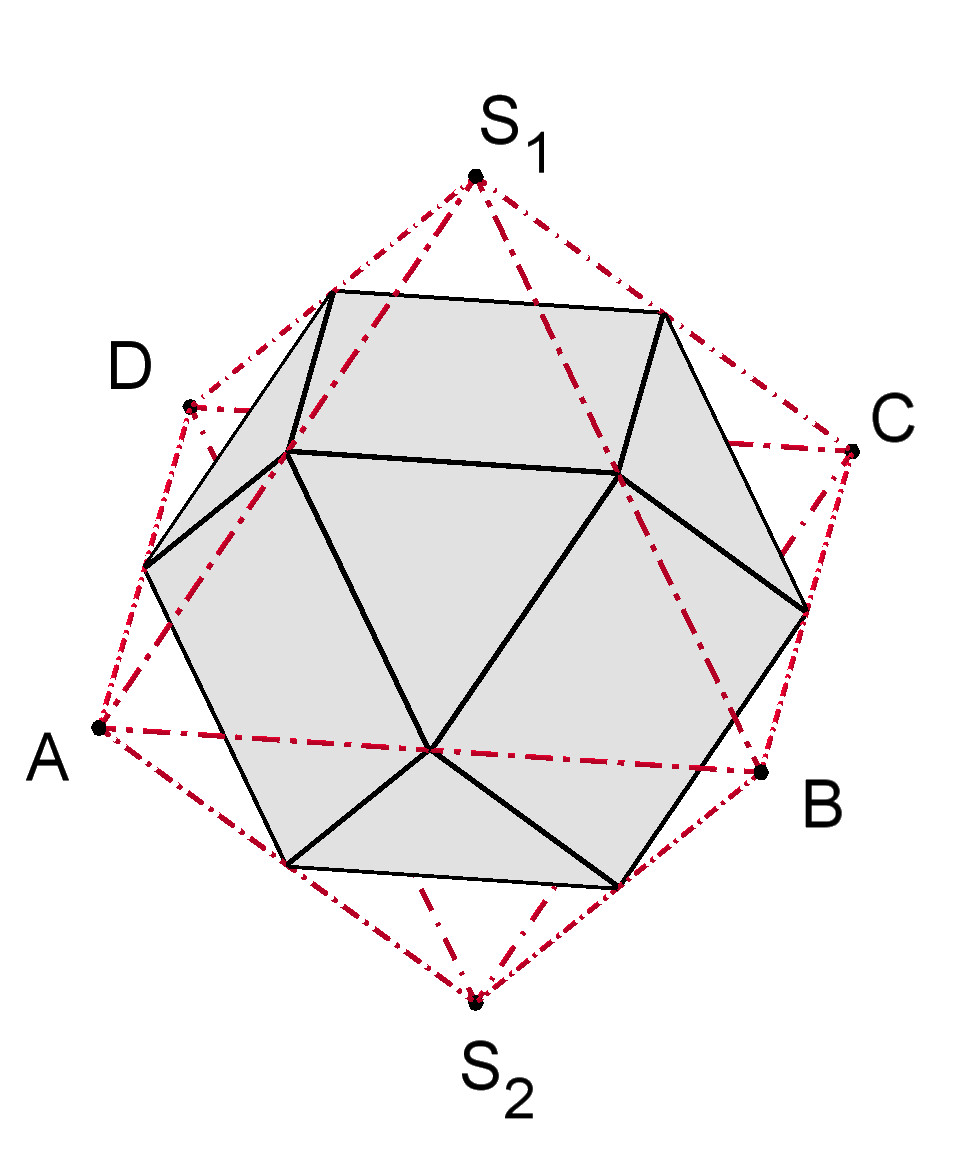

- {\displaystyle a={\tfrac {1}{3}}}
- {\displaystyle a={\tfrac {1}{2}}}

### Grundkurs

#### a)
Ein rechter Winkel in {\displaystyle B} lässt sich nachweisen, indem man zeigt, dass das Skalarprodukt der zugehörigen Verbindungsvektoren Null ist, also {\displaystyle {\overrightarrow {BA}}\cdot {\overrightarrow {BC}}=0} gilt. Die Gleichschenkligkeit des Dreiecks {\displaystyle ABC} weist man durch die Berechnung der Länge der Verbindungsvektoren {\displaystyle |{\overrightarrow {BA}}|} und {\displaystyle |{\overrightarrow {BC}}|} nach. Es gilt:
{\displaystyle {\overrightarrow {BA}}={\vec {A}}-{\vec {B}}={\begin{pmatrix}13\\-5\\3\end{pmatrix}}-{\begin{pmatrix}11\\3\\1\end{pmatrix}}={\begin{pmatrix}2\\-8\\2\end{pmatrix}}}
{\displaystyle {\overrightarrow {BC}}={\vec {C}}-{\vec {B}}={\begin{pmatrix}5\\3\\7\end{pmatrix}}-{\begin{pmatrix}11\\3\\1\end{pmatrix}}={\begin{pmatrix}-6\\0\\6\end{pmatrix}}}
{\displaystyle {\overrightarrow {BA}}\cdot {\overrightarrow {BC}}=2\cdot (-6)+(-8)\cdot 0+2\cdot 6=0}
{\displaystyle |{\overrightarrow {BA}}|={\sqrt {2^{2}+(-8)^{2}+2^{2}}}={\sqrt {72}}=6{\sqrt {2}}}
{\displaystyle |{\overrightarrow {BC}}|={\sqrt {(-6)^{2}+0^{2}+6^{2}}}={\sqrt {72}}=6{\sqrt {2}}}
Der rechte Winkel in {\displaystyle B} lässt sich auch zeigen, indem man die Umkehrung des Satzes des Pythagoras anwendet, das heißt man zeigt, dass {\displaystyle |{\overrightarrow {AC}}|^{2}=|{\overrightarrow {BA}}|^{2}+|{\overrightarrow {BC}}|^{2}} gilt.
{\displaystyle {\vec {D}}={\vec {A}}+{\overrightarrow {BC}}={\begin{pmatrix}13\\-5\\3\end{pmatrix}}+\left[{\begin{pmatrix}5\\3\\7\end{pmatrix}}-{\begin{pmatrix}11\\3\\1\end{pmatrix}}\right]={\begin{pmatrix}7\\-5\\9\end{pmatrix}}}

#### b)
Die Darstellung der Ebene in Parameterform lautet:
{\displaystyle E:{\begin{pmatrix}x_{1}\\x_{2}\\x_{3}\end{pmatrix}}={\vec {B}}+r\cdot {\overrightarrow {BA}}+s\cdot {\overrightarrow {BC}}={\begin{pmatrix}11\\3\\1\end{pmatrix}}+r\cdot {\begin{pmatrix}2\\-8\\2\end{pmatrix}}+s\cdot {\begin{pmatrix}-6\\0\\6\end{pmatrix}}}
Die Koordinatenform erhält man aus der Parameterform, indem sie mit einem Normalenvektor duchmultipliziert. Einen Normalenvektor erhält man zum Beispiel aus dem Kreuzprodukt der beiden Vektoren {\displaystyle {\overrightarrow {BA}}} und {\displaystyle {\overrightarrow {BC}}}.
{\displaystyle {\overrightarrow {BA}}\times {\overrightarrow {BC}}={\begin{pmatrix}2\\-8\\2\end{pmatrix}}\times {\begin{pmatrix}-6\\0\\6\end{pmatrix}}={\begin{pmatrix}(-8)\cdot 6-2\cdot 0\\2\cdot (-6)-2\cdot 6\\2\cdot 0-(-8)\cdot (-6)\end{pmatrix}}={\begin{pmatrix}-48\\-24\\-48\end{pmatrix}}=(-24)\cdot {\begin{pmatrix}2\\1\\2\end{pmatrix}}}
Gegebenenfalls ist es sinnvoll nicht das Ergebnis des Kreuzproduktes direkt als Normalenvektor zu verwenden, sondern ein Vielfaches von ihm, was eine einfachere Darstellung bietet. Hier bietet sich die folgende Wahl an:
{\displaystyle {\vec {n}}={\begin{pmatrix}2\\1\\2\end{pmatrix}}}
Multipliziert man die Parameterform der Ebene nun mit {\displaystyle {\vec {n}}}, so erhält man:
{\displaystyle {\begin{aligned}&\,{\begin{pmatrix}x_{1}\\x_{2}\\x_{3}\end{pmatrix}}\times {\begin{pmatrix}2\\1\\2\end{pmatrix}}=\left[{\begin{pmatrix}11\\3\\1\end{pmatrix}}+r\cdot {\begin{pmatrix}2\\-8\\2\end{pmatrix}}+s\cdot {\begin{pmatrix}-6\\0\\6\end{pmatrix}}\right]\times {\begin{pmatrix}2\\1\\2\end{pmatrix}}\\\Rightarrow &\quad 2x_{1}+x_{2}+2x_{3}=(11\cdot 2+3\cdot 1+1\cdot 2)+0+0\\\Rightarrow &\quad 2x_{1}+x_{2}+2x_{3}-27=0\end{aligned}}}

#### c)
Um den Punkt {\displaystyle S_{1}} an der Ebene {\displaystyle E} benötigt man zunächst die Gerade {\displaystyle h}, die durch {\displaystyle S_{1}} verläuft und auf {\displaystyle E} senkrecht steht. Mit dem in b) berechnetem Normalenvektor {\displaystyle {\vec {n}}} als Richtungsvektor besitzt {\displaystyle h} die Darstellung:
{\displaystyle h:{\begin{pmatrix}x_{1}\\x_{2}\\x_{3}\end{pmatrix}}={\begin{pmatrix}13\\1\\9\end{pmatrix}}+t\cdot {\begin{pmatrix}2\\1\\2\end{pmatrix}}={\begin{pmatrix}13+t\cdot 2\\1+t\\9+t\cdot 2\end{pmatrix}}}
Setzt man die Koordinaten der Geraden in der Koordinatenform der Ebene ein, so erhält man eine Gleichung für den Geradenparameter {\displaystyle t}:
{\displaystyle 2\cdot (13+2t)+(1+t)+2\cdot (9+2t)-27=0\,\Rightarrow \,t=-2}
Setzt man den für {\displaystyle t} erhaltenen Wert in der Parameterdarstellung der Geraden ein, so erhält man den Punkt {\displaystyle P}. Dieser ist der Schnittpunkt von Gerade und Ebene und zudem der Punkt an dem {\displaystyle S_{1}} gespiegelt wird (als Punktspiegelung aufgefasst).
{\displaystyle {\vec {P}}=h(-2)={\begin{pmatrix}13\\1\\9\end{pmatrix}}+(-2)\cdot {\begin{pmatrix}2\\1\\2\end{pmatrix}}={\begin{pmatrix}9\\-1\\5\end{pmatrix}}}
Den Spiegelpunkt {\displaystyle S_{2}} erhält man nun, indem man zu {\displaystyle {\vec {P}}} den Verbindungsvektor {\displaystyle {\overrightarrow {S_{1}P}}} addiert oder den Parameterwert in der Geradendarstellung verdoppelt:
{\displaystyle {\vec {S_{2}}}=h(-4)={\begin{pmatrix}13\\1\\9\end{pmatrix}}+(-4)\cdot {\begin{pmatrix}2\\1\\2\end{pmatrix}}={\begin{pmatrix}5\\-3\\1\end{pmatrix}}}
Nach der in der Aufgabenstellung angegebenen Definition des Oktaeders muss man zeigen, dass die acht Außenflächen von  {\displaystyle ABCDS_{1}S_{2}} gleichseitige Dreiecke sind. Da die Figur durch eine Spiegelung entstanden ist, reicht es dies für die Dreiecke {\displaystyle ABS_{1}}, {\displaystyle BCS_{1}}, {\displaystyle CDS_{1}} und {\displaystyle ADS_{1}} nachzuweisen. Aus a) weiß man bereits, dass die Länge von {\displaystyle AB}, {\displaystyle BC}, {\displaystyle CD} und {\displaystyle AD} {\displaystyle 6{\sqrt {2}}} beträgt, damit bleibt noch zu berechnen:
{\displaystyle |AS_{1}|={\sqrt {(13-13)^{2}+(-5-1)^{2}+(3-9)^{2}}}=6{\sqrt {2}}}
{\displaystyle |BS_{1}|={\sqrt {(11-13)^{2}+(3-1)^{2}+(1-9)^{2}}}=6{\sqrt {2}}}
{\displaystyle |CS_{1}|={\sqrt {(5-13)^{2}+(3-1)^{2}+(7-9)^{2}}}=6{\sqrt {2}}}
{\displaystyle |DS_{1}|={\sqrt {(7-13)^{2}+(-5-1)^{2}+(9-9)^{2}}}=6{\sqrt {2}}}

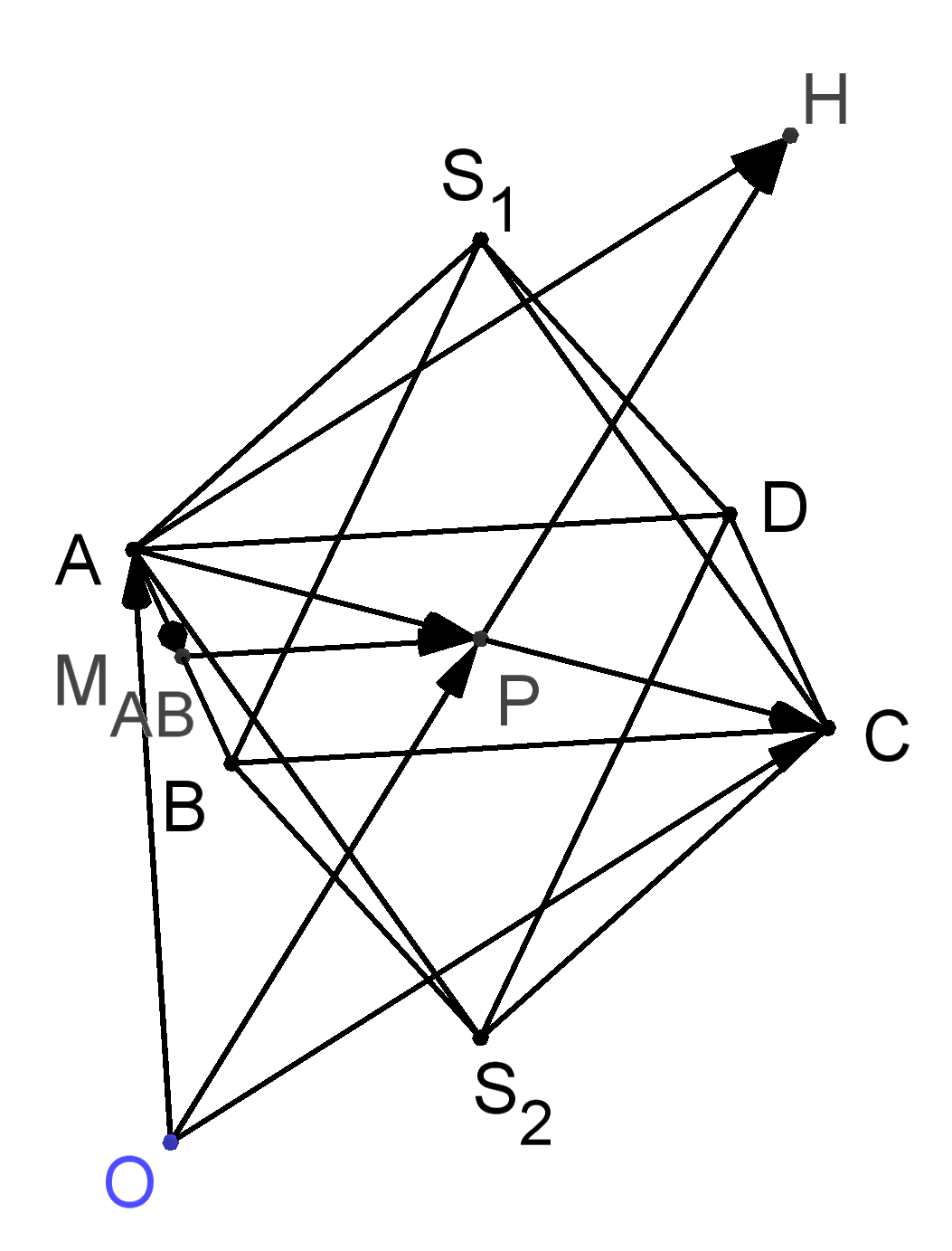
O ist der Koordinatenursprung

Es handelt sich also um gleichseitige Dreiecke und dementsprechend ist {\displaystyle ABCDS_{1}S_{2}} ein Oktaeder.
Alternativ kann man auch zeigen, dass {\displaystyle P} der Mittelpunkt des Quadrates {\displaystyle ABCD} ist. Damit ist dann {\displaystyle ABCDS_{1}} eine quadratische Pyramide mit vier gleich langen Kanten. Somit muss man dann nur eine Kantenlänge, zum Beispiel {\displaystyle |AS_{1}|} berechnen und mit der Seitenlänge des Quadrates {\displaystyle ABCD} zu vergleichen. Für den Nachweis der Mittelpunkteigenschaft von {\displaystyle P} kann man zum Beispiel zeigen, dass {\displaystyle P} eine der folgenden Gleichungen erfüllt:
{\displaystyle {\vec {P}}={\frac {1}{2}}({\vec {A}}+{\vec {C}})}
{\displaystyle {\vec {P}}={\frac {1}{2}}({\vec {B}}+{\vec {D}})}
{\displaystyle {\vec {P}}=A+{\frac {1}{2}}({\overrightarrow {AB}}+{\overrightarrow {BC}})}

#### d)
Aufgabe und damit auch die Lösung ist identisch mit der Leistungskursaufgabe b) (siehe dort)

#### e)

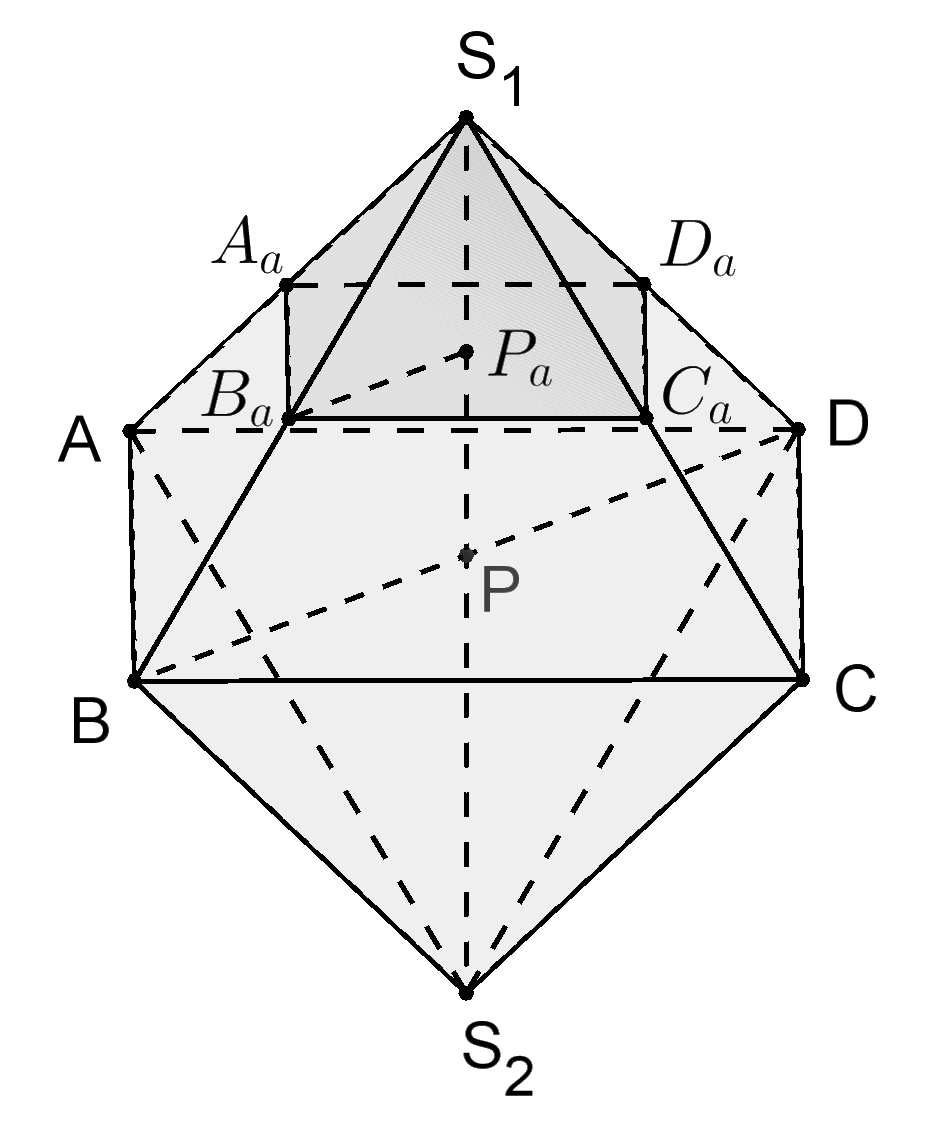
Strahlensatz:

Das Volumen einer quadratischen Pyramide lässt sich mittels der Formel {\displaystyle V={\tfrac {1}{3}}h_{pyr}a_{pyr}^{2}} berechnen, wobei {\displaystyle h_{pyr}} die Höhe der Pyramide und {\displaystyle a_{pyr}} Seite des Basisquadrats bezeichnet. Diese beiden Größen lassen sich zum Beispiel mit Hilfe des Strahlensatzes berechnen, da man das Streckenverhältnis auf der Kante {\displaystyle AS_{1}} kennt. Es gilt:
{\displaystyle {\begin{aligned}{\frac {1}{3}}={\frac {a_{pyr}}{|AB|}}&\,\Rightarrow \,a_{pyr}={\frac {1}{3}}|AB|\\{\frac {1}{3}}={\frac {h_{pyr}}{|S_{1}P|}}&\,\Rightarrow \,h_{pyr}={\frac {1}{3}}|S_{1}P|\end{aligned}}}
Mit {\displaystyle |AB|=6{\sqrt {2}}} (aus a)) und {\displaystyle |S_{1}P|={\sqrt {(9-13)^{2}+((-1)-1)^{2}+(5-9)^{2}}}=6} (aus b)) erhält man schließlich für das Volumen:
{\displaystyle V={\frac {1}{3}}h_{pyr}a_{pyr}^{2}={\frac {1}{3}}\left({\frac {6}{3}}\right)\left({\frac {6{\sqrt {2}}}{3}}\right)^{2}={\frac {16}{3}}}
Die Frage nach den entstehenden Polyedern entspricht der Leistungskursaufgabe e), wobei  {\displaystyle k={\tfrac {1}{3}}|AS_{1}|} dem Fall {\displaystyle a={\tfrac {1}{3}}} und {\displaystyle k={\tfrac {1}{2}}|AS_{1}|}  dem Fall {\displaystyle a={\tfrac {1}{2}}} entspricht (siehe dort).